# José Luis Subías Juste
José Luis Subías. Jugador español de baloncesto de los años 80. Nació en Barcelona el 10 de septiembre de 1962. Con tan sólo 12 años, dio el salto al Juvenil B del FC Barcelona donde permaneció hasta los 17 años jugando 3 temporadas como juvenil en las que consiguió 2 campeonatos de España, y dos temporadas como júnior logrando también un campeonato de España. Siendo todavía júnior de último año, la temporada 1980-81 fue cedido al Real Club Náutico de Tenerife que acababa de conseguir el retorno a la 1.ª División Nacional (que en los siguientes años se convirtió en la ACB), iniciando su vida profesional en este deporte que duró hasta la temporada 1992-93 en la que formó parte del Caja Cantabria de la entonces 1.ª División B.